# 브룸필드 대 케인 소송
‘브럼필드 대 케인’, 미국 576번 ___쪽(2015년)은, 미국 대법원 판례였는데 그 판례에서 법원은 다음과 같이 판결했는데 그것은 왜냐하면 브럼필드가 미국 법전 28편 2254절(d)(2)의 요건을 충족하기 때문에, 연방 법원의 권한으로 그의 ‘앳킨즈 대 버지니아’ 주장이 심판되게 할 자격을 그는 가진다는 것이다. 